# Sardes
Sardes oder Sardeis (altgriechisch Σάρδεις Sardeis, auch Σάρδις Sardis; heute türkisch Sart) war die Hauptstadt des antiken Königreichs Lydien, später Sitz eines Gerichtsbezirks (conventus) in der römischen Provinz Asia und in spätantiker und byzantinischer Zeit Hauptstadt der Provinz Lydia. Sie liegt im Hermostal am Fuße des Tmolos-Gebirges, auf dessen aufragendem Gipfel die Zitadelle lag, ca. 20 km südlich des Hermos. Die Reste der Stadt liegen etwa zehn Kilometer westlich vom heutigen Salihli in der türkischen Provinz Manisa. Seit 2025 gehören die Ruinen von Sardes gemeinsam mit der nördlich liegenden Nekropole von Bin Tepe zum UNESCO-Weltkulturerbe.

## Bedeutung der Stadt
Die Bedeutung der Stadt lag zum einen in ihrer militärischen Stärke, zum anderen in ihrer strategischen Lage an einer wichtigen vom Landesinneren zur ägäischen Küste führenden Straße und drittens in ihrem Einfluss auf die weite und fruchtbare Hermosebene.
Das frühere Königreich Lydien war hochentwickelt in Handwerk und Gewerbe und Sardes galt als Hauptsitz der Produktion, in deren Zentrum die Herstellung und das Färben empfindlichen Wollmaterials und von Teppichen stand. Die Aussage, dass der kleine Fluss Paktolos am Markt über goldenen Sand verlief, kann wohl als Metapher für den Reichtum der Stadt gelten, auf den die Griechen des 6. Jahrhunderts v. Chr. für ihren Goldnachschub zurückgriffen; Goldgewinnung und Handel bildeten die realen Quellen dieses Reichtums.

## Mythos
Die Gründung der Stadt führt Herodot zurück auf die Dynastie der Herakliden, die sich als Nachkommen des Herakles begriffen. Der letzte König dieser Dynastie soll Kandaules gewesen sein. Gyges, Leibwächter und Speerträger des König Kandaules, sollte auf dessen Befehl die Schönheit seiner Frau heimlich bewundern. Die Königin, die die List bemerkte und in ihrer Ehre tief verletzt war, stellte Gyges vor die Wahl, ihren Gemahl zu ermorden oder selbst auf der Stelle zu sterben. Gyges tötete den König, wurde dessen Nachfolger und heiratete die Königin.

## Geschichte

### Mermnaden
In hethitischer Zeit hieß die Stadt vermutlich Uda, unter den Herakliden Hyde.
Die Thronbesteigung des Gyges und mit ihm des Geschlechts der Mermnaden wird um 675 v. Chr. datiert. 647 v. Chr. fiel Gyges gegen die Kimmerer. Sein Sohn Ardys (647–605 v. Chr.) und sein Enkel Alyattes (600–555 v. Chr.) folgten auf den Thron. Alyattes Sohn, Kroisos (555–541 v. Chr.) wird letzter Herrscher der Mermnaden in Sardes. Mit ihm endete auch das Königreich Lydien.

### Persische Satrapie
Kroisos wurde vom persischen Großkönig Kyros II. geschlagen. Damit wurde Sardes unter dem Namen Sparda Hauptstadt der persischen Satrapie Lydien. Sardes wurde auch Ausgangspunkt für die 2.500 km lange persische Königsstraße nach Persepolis. Im Jahre 499 v. Chr. wurden Sardes und seine Tempel während des Ionischen Aufstandes von den Griechen zerstört, was in den anschließenden Perserkriegen von diesen gerächt wurde.
Sardes war Ausgangspunkt des Zugs der Zehntausend, der von Xenophon in der Anabasis geschildert wird.
Tissaphernes, seit etwa 413 v. Chr. Satrap in Sardeis, unterstützte durch Vermittlung des Alkibiades die Spartaner im Peloponnesischen Krieg. 401 v. Chr. kämpfte der mächtige Satrap von Sardes gegen den aufständischen Prinzen Kyros, der dabei getötet wurde. Mit dem Sieg Alexanders des Großen in der Schlacht am Granikos im Jahre 334 v. Chr. gelangte Sardes in den hellenistischen Machtbereich.

### Seleukiden und Römer

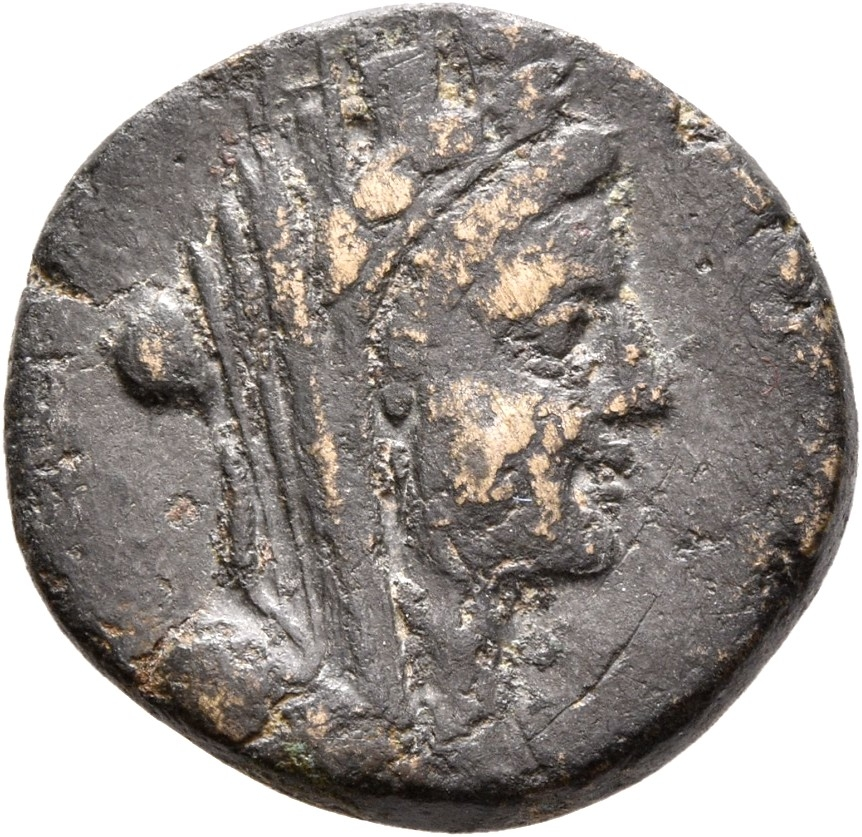
Münze aus Sardes, ca. 2.-1. Jh. v. Chr., Vorderseite

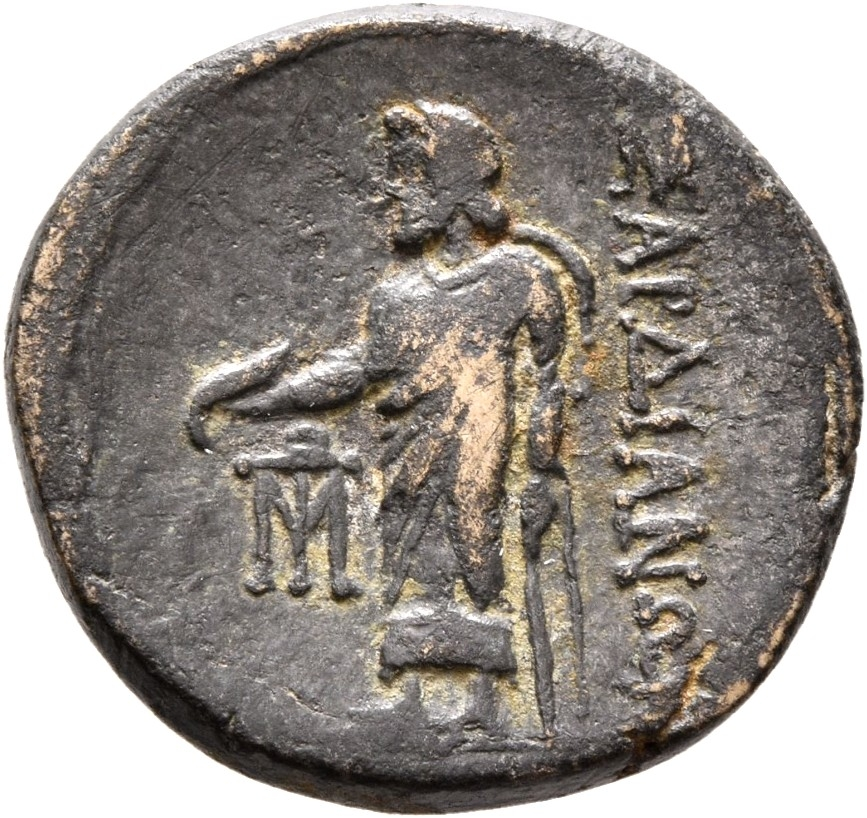
Münze aus Sardes, 2./1. Jhr. v. Chr., Rückseite

Unter den Seleukiden wurden in Sardes jüdische Kriegsveteranen angesiedelt, dies wiederum begünstigte später das Entstehen einer christlichen Urgemeinde. In den Jahren 216 bis 214 v. Chr. belagerte Antiochos der Große die Stadt, um die Macht im Land an sich zu reißen, und konnte sie schließlich dank einer List seiner Feldherren Theodotos von Ätolien und vor allem Lagoras auch erobern. Ab 133 v. Chr. wurde Sardes Teil der römischen Provinz Asia und Hauptort eines Gerichtsbezirks. Bis in die römische Zeit hinein prägte die Stadt eigenes Kleingeld aus Bronze für den lokalen Bedarf.
17 n. Chr. wurde Sardes von einem schweren Erdbeben heimgesucht, das den ganzen Bezirk verwüstete. Daraufhin erließ Tiberius der Stadt für fünf Jahre alle Steuern und schenkte darüber hinaus 10.000.000 Sesterzen zum Wiederaufbau.

### Frühchristliche Zeit
Nach biblischer Überlieferung beherbergte Sardes bereits wenige Jahrzehnte nach dem Tode Jesu eine christliche Gemeinde, die als eine der sieben Gemeinden der Offenbarung des Johannes einen Brief erhielt.
Diese im Dritten Kapitel der Offenbarung zu findende Botschaft sollte der Ermutigung und Ermahnung der Gemeinden dienen.
Der neutestamentliche Verfasser der Offenbarung des Johannes schreibt dazu:
An den Engel der Gemeinde in Sardes schreibe: So spricht Er, der die sieben Geister Gottes und die sieben Sterne hat:
Ich kenne deine Werke. Dem Namen nach lebst du, aber du bist tot. Werde wach und stärke, was noch übrig ist, was schon im Sterben lag. Ich habe gefunden, dass deine Taten in den Augen meines Gottes nicht vollwertig sind. (Offb 3,1–2 )

### Byzantinische Zeit
Als Konstantinopel Hauptstadt des Byzantinischen Reiches wurde, entwickelte sich ein neues Straßensystem, das die Provinzen mit der Hauptstadt verband. Damit geriet Sardes zunehmend an den Rand und verlor seine Bedeutung. Die Stadt behielt jedoch weiter ihre formale Hoheit und blieb ab 295 Bischofssitz der Provinz Lydien.
Die Stadt nahm nach Ephesos und Smyrna den dritten Platz der Städte der thrakischen Themen bei Konstantin VII. Porphyrogennetos im 10. Jahrhundert ein; aber über die folgenden vier Jahrhunderten geriet sie in den Schatten der Provinzen Magnesia ad Sipylum und Philadelphia, die ihre Rolle in der Region festigten.

### Die Seldschuken und der Untergang
Das Hermostal wurde durch die Überfälle der Seldschuken Ende des 11. Jahrhunderts in Mitleidenschaft gezogen; aber die Erfolge des griechischen Generals Philocales 1118 entlasteten die Region während der Zeit der Komnenen, sodass die Stadt unter byzantinischer Herrschaft blieb. Das Land rund um Sardes wurde im 13. Jahrhundert häufig durch Christen und Türken verwüstet. Bald nach 1301 überrannten die Seldschuken das Hermos- und Kaystrostal und 1306 wurde ihnen ein Fort auf der Zitadelle von Sardes vertraglich zugesprochen. Der Niedergang der Stadt setzte sich fort bis zu ihrer Eroberung (und wahrscheinlichen Zerstörung) 1402 durch Timur.

### 19. Jahrhundert und Neubeginn
Bis zum 19. Jahrhundert lag Sardes wüst und hauptsächlich Gebäude der römischen Zeit waren sichtbar. Seit 1958 unterstützen die Harvard- und die Cornell-Universität jährliche archäologische Expeditionen nach Sardes.
Die heutige Ruinenstadt lässt durch ihre teilweise erfolgte Restaurierung die alte Pracht erahnen.

## Archäologie
Im Jahr 1852 wurde die Stätte vom preußischen Konsul in Smyrna, Ludwig Spiegelthal, besucht. Bei einer anderen Gelegenheit im Mai des folgenden Jahres war auch Baron Ulrich von Behr-Negendank anwesend, der mit Spiegelthal „eine gründliche Untersuchung dieser wichtigen Gegend“ vornahm.
Von 1910 bis 1914 wurde in Sardes unter der Leitung des amerikanischen Archäologen Howard Crosby Butler von der Princeton University gegraben. Der mit Butler und der Princeton University verbundene deutsche Orientalist Enno Littmann übernahm 1913 die Aufgabe, die bis dahin entdeckten lydischen Inschriften zu entziffern. Bei den Grabungen wurden der Tempel der Artemis sowie mehr als 1000 lydische Gräber freigelegt. Der Erste Weltkrieg beendete 1914 diese Unternehmung. Nachdem Butler 1922 die Arbeiten in Sardes wieder aufgenommen hatte, mussten sie im selben Jahr aufgrund seines unerwarteten Todes wieder eingestellt werden.
Erst ab 1958 wird dort wieder von der amerikanischen Harvard-Universität gegraben. Sehenswert sind nördlich der heutigen Hauptstraße das rekonstruierte Gymnasion aus dem 3. Jahrhundert, daneben die reich mit Fußbodenmosaiken und Intarsien an den Wänden ausgestattete Synagoge, vermutlich aus der gleichen Zeit. An deren Längsseite liegen Reste von Wohn- und Geschäftshäusern. Auf der südlichen Straßenseite steht der Artemistempel, erbaut vom 4. bis 2. Jahrhundert v. Chr., der in seinen geplanten Ausmaßen an die Tempel von Ephesos und Didyma heranreichen sollte, jedoch nie vollendet wurde.
Der Kult der Kybele muss für die Hüttenleute in der Metallurgie von Sardes von zentraler Bedeutung gewesen sein, denn Hanfmann entdeckte ihren Altar inmitten eines Geländes, auf dem Gold, Silber und Antimonerze ausgeschmolzen wurden. Auf den Bruchstücken von Tiegeln wurden Rückstände von Gold nachgewiesen und Scherben waren teils blau mit Antimonoxyd verglast. Entdeckt wurden zudem Schmelzöfen, Schlacken, Düsen und Blasebalgrohre sowie Reste ausgetriebener Goldfolien und Seifengold. Dieser archäologische Befund, dass der Kybele-Kult auch räumlich auf das engste mit dem antiken Hüttenwesen interagierte, ist montanhistorisch überaus bedeutsam.

## Galerie

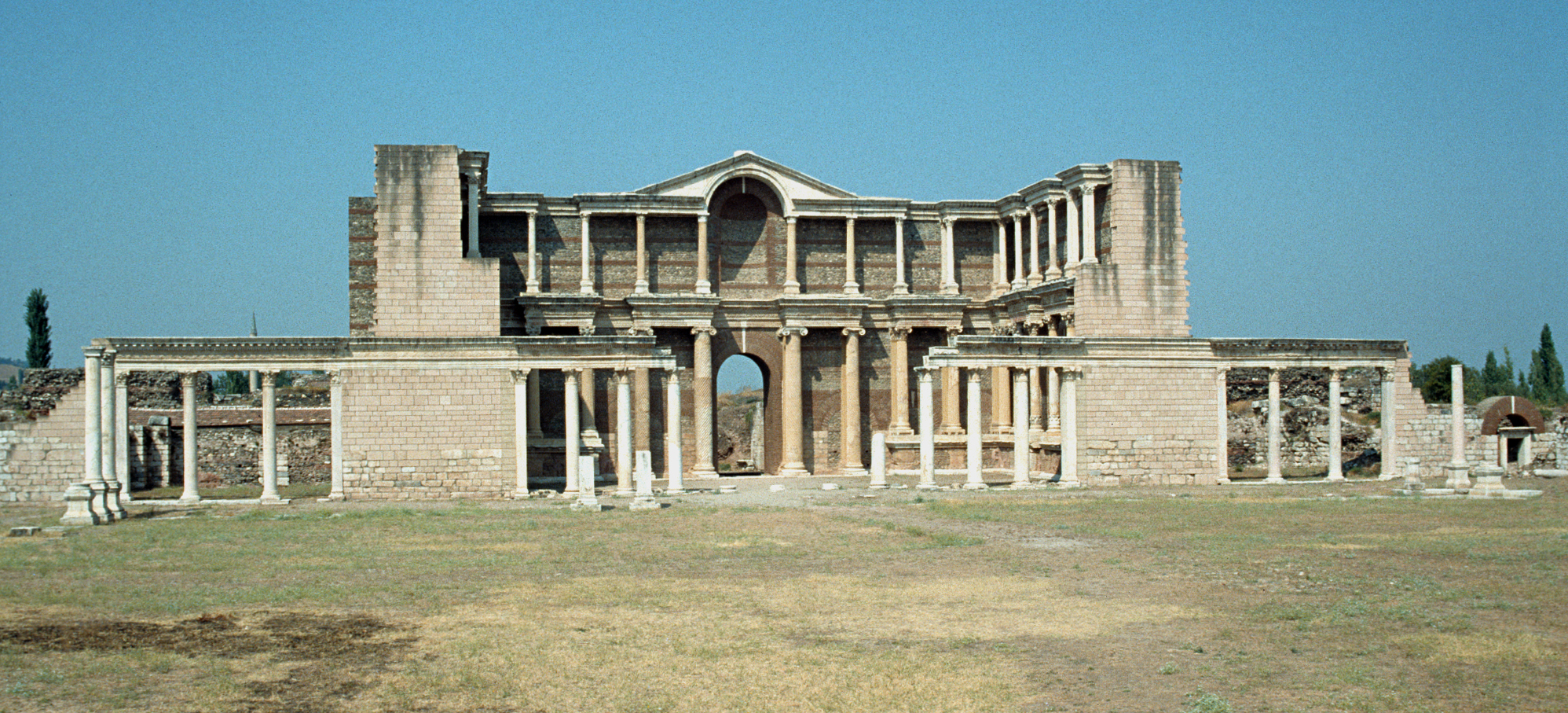
Gymnasion
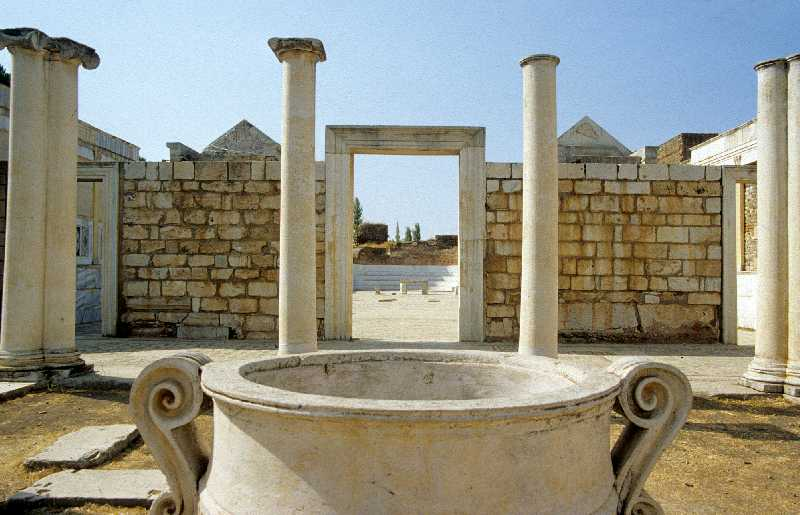
Synagoge
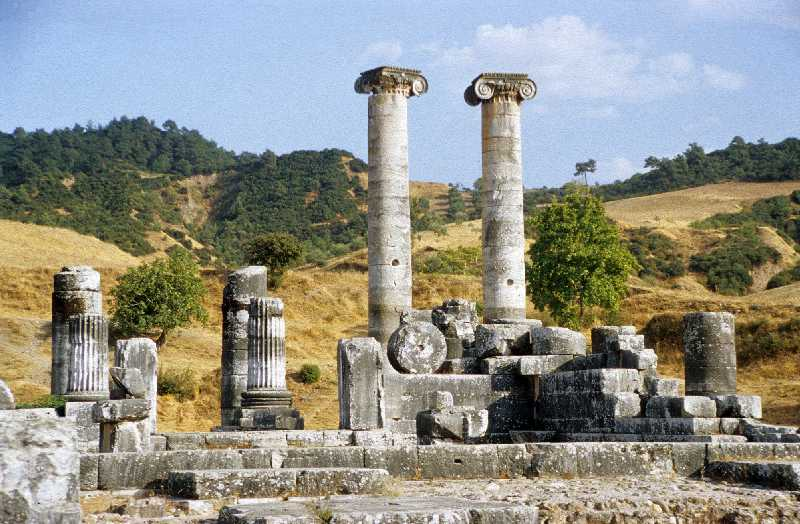
Artemistempel

## Bekannte Einwohner
- Kroisos (Krösus), der die erste lydische Münze aus reinem Gold, den Kroiseios, zwischen 560 v. Chr. und 541 v. Chr. fertigen ließ.[12]
- Melito von Sardes, christlicher Schriftsteller und Bischof.